# Shaukat Aziz
Shaukat Aziz (en ourdou : شوکت عزیز), né le 6 mars 1949 à Karachi, est un homme d'État pakistanais. Il est notamment ministre des Finances durant presque toute la présidence de Pervez Musharraf, et Premier ministre durant trois ans.
Banquier de profession, Shaukat Aziz rejoint la politique nationale en 1999 quand il est nommé ministre des finances alors que Pervez Musharraf vient de prendre le pouvoir à la suite d'un coup d’État. Occupant cette fonction jusqu'en 2007, il est aussi Premier ministre de 2004 à 2007, désigné à ce poste par son parti, la Ligue musulmane du Pakistan (Q). Il est remarqué comme le premier Premier ministre du Pakistan à être demeuré en poste jusqu'à la fin du mandat des députés de l'Assemblée nationale.

## Biographie

### Jeunesse et éducation
Shaukat Aziz est né le 6 mars 1949 à Karachi, dans la province du Sind. Il est originaire d'une famille ourdouphone de Aurangabad. Son père, S.A. Aziz, a contribué au développement de la radio nationale et a reçu une récompense du gouvernement pakistanais dans les années 1950.
Shaukat Aziz suit son éducation primaire et secondaire à Karachi, puis à Abbottabad. Il est ensuite diplômé d'un bachelor en science Gordon College de Rawalpindi en 1967, puis obtient un master de l'Institute of Business Administration de Karachi en 1969. L'année suivante, il commence sa carrière dans les services en travaillant pour la Citibank à Karachi, puis a travaillé notamment en Grèce, à Singapour, au Royaume-Uni et aux États-Unis. Il franchit progressivement les échelons au sein du groupe bancaire, il est nommé vice-président en 1992,.
En novembre 2017, son nom apparaît dans les révélations des Paradise Papers,.

### Carrière politique

#### Ministre des Finances
Shaukat Aziz plonge rapidement dans la politique nationale pakistanaise, quand à la suite du coup d’État de Pervez Musharraf en octobre 1999, il est nommé ministre des Finances par le nouveau chef de l'exécutif, en remplacement d'Ishaq Dar, et est confirmé à ce poste en 2001 après avoir été pressenti pour devenir Premier ministre, puis dans le cabinet de Zafarullah Khan Jamali en 2002. Il mène une politique libérale visant à améliorer le climat des affaires, réduisant les dépenses de l’État et cherchant à assainir les finances publiques, profitant dans le même temps du début des aides américaines dans le cadre de la lutte entre l'armée et insurgés talibans. La croissance de l'économie augmente jusqu'à 7 % et les réserves nationales en dollars sont presque multipliées par dix. Toutefois, il a été critiqué pour ne pas avoir amélioré la situation des plus fragiles et pour avoir affaibli le secteur public.
Il est élu sénateur en 2003.

#### Premier ministre
Le 26 juin 2004, le Premier ministre Zafarullah Khan Jamali démissionne de ses fonctions et la Ligue musulmane du Pakistan (Q) nomme Shaukat Aziz pour occuper ce poste. Il a notamment obtenu le soutien de Chaudhry Shujaat Hussain et est devenu un proche du président Pervez Musharraf. Toutefois, ce dernier étant sénateur et non député de l'Assemblée nationale, il ne peut pas selon la Constitution être investi à la tête du gouvernement. Il se présente à deux élections législatives partielles, dans le district de Tharparkar et dans celu d'Attock. Le 29 juillet, alors qu'il est en campagne dans la région d'Attock, il est victime d'une tentative d'assassinat qui tue neuf personnes, dont son chauffeur, et est revendiquée par Al-Qaïda. Il remporte finalement les deux scrutins et choisit de conserver celui d'Attock.
Le 27 août 2004, il est élu Premier ministre lors d'un vote à l'Assemblée nationale avec 191 voix sur 342 sièges, et converse son poste de ministre des Finances dans le même temps. Cela dit, il intègre dans son gouvernement Hina Rabbani Khar au poste de secrétaire parlementaire aux Affaires économiques et statistiques et Abdul Hafeez Shaikh au poste de ministre des privatisations et de l'investissement.
Quittant ses fonctions le 15 novembre 2007 alors que l'Assemblée nationale termine son mandat, il est remplacé par Muhammad Mian Soomro le temps de l’organisation des élections législatives de 2008. Il est alors remarqué comme le premier chef du gouvernement du Pakistan à quitter ses fonctions alors que le mandat des députés arrive à son terme, sans que l'Assemblée ne soit dissoute ou suspendue par un coup d'État.